# Kikizi
Il monte Kikizi è una delle montagne più alte del Burundi. La sua sommità si trova a 2.145 metri s.l.m. La montagna si trova nel sud-est del paese, tra le città di Rutana e Kinyinya.
Una sorgente proveniente dal monte Kikizi, la Ruvyironza, è stata identificata da Burkhart Waldecker come la fonte del Nilo Bianco.